# Humbauville
Humbauville település Franciaországban, Marne megyében. Lakosainak száma 75 fő (2022. január 1.). Humbauville Dosnon, Courdemanges, Huiron, Le Meix-Tiercelin, Saint-Ouen-Domprot és Sompuis községekkel határos.

## Népesség
A település népességének változása:
| Lakosok száma | 77   | 94   | 87   | 70   | 85   | 81   | 79   | 78   | 77   | 75   |
|               | 1968 | 1982 | 1990 | 2006 | 2013 | 2015 | 2017 | 2019 | 2020 | 2022 |